# Раковицьке повстання
Раковицьке повстання (хорв. Rakovička buna) — збройний виступ 1871 року під проводом хорватського політика Євгена Кватерника проти австро-угорської влади з метою створення незалежної хорватської держави в той час, коли Хорватія входила до Австро-Угорщини. Повстання, назване на честь села Раковиця, де воно розпочалося, тривало лише чотири дні у жовтні 1871 і закінчилося поразкою хорватських повстанців.

## Історія
Євген Кватерник планував розпочати заколот ще з 1859 року проти тодішньої Австрійської імперії. Однак для участі у такій справі йому не вдалося заручитися підтримкою однодумців ні в Італії, ні в Угорщині. Задумуючи повстання, він не повідомив нікого з Партії права включно з її керівником Анте Старчевичем.
Ідея Кватерника полягала у створенні самостійної хорватської держави шляхом об'єднання Хорватського військового порубіжжя з провінційною Хорватією та їхнього відокремлення від Австро-Угорщини. Плануючи заколот не один місяць, він навіть виготовив печатку майбутньої хорватської держави. Між тим, населення Хорватського військового порубіжжя не підтримувало об'єднання з Хорватським королівством, яке за хорватсько-угорською угодою перебувало під угорським впливом, а граничари були на боці австрійської правлячої династії. Це робило умови для повстання набагато важчими, ніж того очікував Кватерник.
Слабкою стороною повстання було місце його проведення: село Раковиця і навколишня область Кордун були населені переважно православними хорватськими сербами, хоча велика частина місцевого православного населення підтримала Кватерника.
7 жовтня 1871 Кватерник зібрав повстанців у селі Брочанаць і того ж дня проголосив створення «хорватського народного уряду», головою якого повстанці оголосили його. Незабаром він здобув прихильників у селах Раковиця, Брочанаць, Брезоваць, Машвина, Плавча Драга та Горня Мочила. Уряд Кватерника також зробив заяву, де декларував рівність перед законом, муніципальне самоврядування, скасування військової адміністрації на Хорватському військовому порубіжжі та запровадження вільних жупаній. Щоб дістатися до кордону з Боснійським вілаєтом, який під той час входив до Османської імперії, повстанці дійшли висновку, що їм потрібно захопити село Дрежник. Туди відрядили загін Ракіяша чисельністю 300 душ, проте жителі цього села відмовилися приєднатися до повстанців, тому Ракіяш повернувся до Раковиці.
9 жовтня Кватерник очолив напад на Плашки, на що відреагувала австро-угорська армія, направивши Огулинський полк розправитися з повстанцями. Після його прибуття на місце більшість із 1700 повстанців Кватерника розбіглися. 10 жовтня заколот Кватерника було придушено, того ж дня австрійська влада розпочала арешти. 11 листопада суд засудив до повішення сімох учасників. Оскільки на той час не знайшлося катів, того самого дня засуджених розстріляли.
Кватерника було страчено 11 жовтня разом із Бахом, Ракіяшем та одним із братів Чуїчів (другий знайшов притулок у Сербії).
16 жовтня Франьо Рачки сповістив Йосипа Юрая Штросмайєра про один із планів Кватерника на випадок, якби повстання було успішним. У листах, знайдених із трупами Кватерника і Баха, зазначалося, що вони б ліквідували Івана Мажуранича (який у той час проводив дружню до Австрії політику), Матію Мразовича, Франьо Рачки, Джуро Црнадака і Ніколу Крешича.
Також негативними наслідками повстання стали падіння уряду графа Карла Зигмунда фон Гогенварта та відмова від планів федералізувати Австро-Угорщину, які обстоював цей уряд. Планована федералізація передбачала поділ монархії на три основні частини: австрійську, угорську та південнослов'янську (хорватську). Цим планам протистояла угорська правляча еліта в особі прем'єр-міністра Угорщини Дюли Андраші, який виступав за підпорядкування Хорватії Угорщині. Андраші подавав хорватів як противників режиму Франца Йосифа, тому він використав заколот Кватерника як доказ своєї правоти, оскільки Кватерник ставив за мету визнати Хорватію незалежною від влади Австро-Угорщини. 
1933 року в Раковиці було відкрито статую Кватернику Після Другої світової війни комуністична влада її знесла, але згодом повернула. Статую зняли і пошкодили сербські вояки під час війни з Хорватією. 1996 року її було відновлено.